# Максимово (Старицкий район)
Максимово — деревня в Старицком районе Тверской области, входит в состав сельского поселения «Станция Старица». 

## География
Деревня расположена в 11 км на северо-запад от центра поселения посёлка Старица и в 22 км на северо-запад от одноимённого райцентра, города Старица.

## История
В конце XIX — начале XX века деревня входила в состав Братковской волости Старицкого уезда Тверской губернии. В 1886 году в деревне было 55 дворов, винная и мелочная лавки, работал винокуренный завод (годовая производительность 10700 ведер спирта). 
С 1929 года деревня входила в состав Братковского сельсовета Старицкого района Ржевского округа Западной области, с 1935 года — в составе Калининской области, с 1994 года — центр Максимовского сельского округа, с 2005 года — в составе Красновского сельского поселения, с 2012 года — в составе сельского поселения «Станция Старица».
В годы Советской власти в деревне располагалось правление колхоза «Труд Ленина».

## Население
| 1859 | 1886 | 1997 | 2002 | 2008 | 2010 |
| ---- | ---- | ---- | ---- | ---- | ---- |
| 230  | ↗305 | ↘154 | ↗165 | ↘163 | ↘150 |

## Инфраструктура
В деревне имеются филиал МБОУ «К», детский сад.